# Красный Посёлок (Курская область)
Красный Посёлок — хутор в Суджанском районе Курской области. Входит в состав Погребского сельсовета.

## География
Хутор находится на реке Ивница (приток Суджи), в 24 км от российско-украинской границы, в 72 км к юго-западу от Курска, в 25 км к северу от районного центра — города Суджа, в 6,5 км от центра сельсовета  — Погребки.
Климат
Красный Посёлок, как и весь район, расположен в поясе умеренно континентального климата с тёплым летом и относительно тёплой зимой (Dfb в классификации Кёппена).
Часовой пояс
Хутор Красный Посёлок, как и вся Курская область, находится в часовой зоне МСК (московское время). Смещение применяемого времени относительно UTC составляет +3:00.

## Население
| 2002 | 2010 |
| ---- | ---- |
| 13   | ↘4   |

## Инфраструктура
Личное подсобное хозяйство. В хуторе 20 домов.

## Транспорт
Красный Посёлок находится в 1 км от автодороги регионального значения 38К-024 (Льгов — Суджа), в 4,5 км от автодороги межмуниципального значения 38Н-453 (38К-024 — Погребки), в 1,5 км от автодороги 38Н-445 (38К-024 — Дьяковка), в 0,2 км от автодороги 38Н-446 (38К-024 — Ивница), в 9 км от ближайшей ж/д станции Локинская (линия Льгов I — Подкосылев).
В 125 км от аэропорта имени В. Г. Шухова (недалеко от Белгорода).